# ایروینگ رایت
 ایروینگ رایت (انگلیسی: Irving Wright؛ زاده ۱۳ مهٔ ۱۸۸۲) یک تنیس‌باز اهل ایالات متحده آمریکا است.